# 中村貞二
中村 貞二（なかむら ていじ、1930年 - ）は、日本の社会学者。東京経済大学名誉教授。経済学博士(1960年、一橋大学にて取得）。

## 略歴
兵庫県武庫郡御影町（現・神戸市）生まれ。1953年山口大学経済学部卒業。1958年に一橋大学大学院社会学研究科博士課程修了。1960年「フリードリッヒ・マイネッケ研究」で一橋大学経済学博士。高島善哉門下である。山口大学助教授、東京経済大学教授を歴任。2002年、同大学を定年退官。同大学名誉教授である。

## 研究・書籍

### 著書
- 『フリードリッヒ・マイネッケ研究 その歴史的政治的思考における国民国家とヨーロッパ的世界』一橋大学一橋学会 学位論文叢書 1965
- 『マックス・ヴェーバー研究』未来社 1972
- 『ヴェーバーとその現代』世界書院 1987

### 翻訳
- ウェーバー『取引所』柴田固弘共訳 未来社 社会科学ゼミナール 1968
- ヴォルフガング・J・モムゼン『マックス・ヴェーバー 社会・政治・歴史』米沢和彦,嘉目克彦共訳 未来社 1977
- ウェーバー『政治論集』1-2 脇圭平、山田高生、嘉目克彦、林道義共訳 みすず書房 1982